# ميشال بارتا
ميشال بارتا (بالتشيكية: Michal Bárta)‏ هو لاعب كرة قدم تشيكي في مركز حراسة المرمى، ولد في 23 ديسمبر 1989 في Chlumec nad Cidlinou ‏ في جمهورية التشيك. لعب مع بانيك أوسترافا ونادي سيغما أولوموتس ونادي يابلونتس.